# ハイチにおけるHIV/AIDS

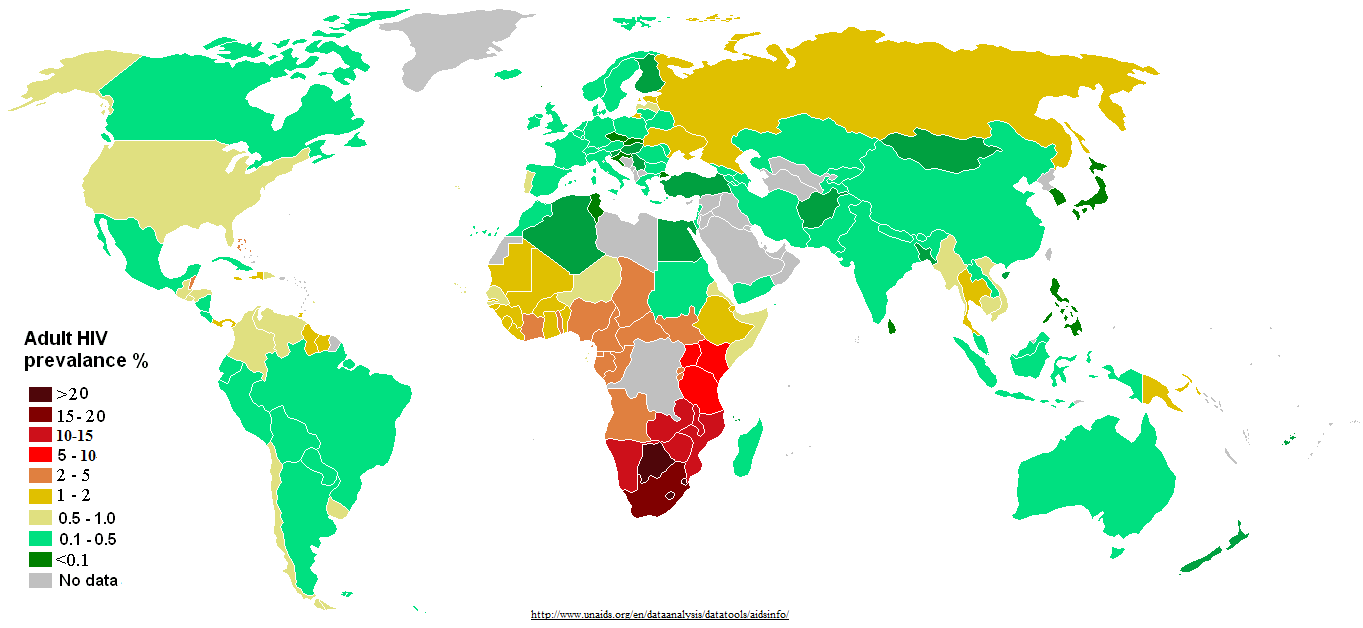
2007年度のハイチの15歳-49歳におけるHIV感染率は2.2%である。

本稿では、ハイチにおけるHIV/AIDSについて述べる。

## 概要

### 流行の状況
ハイチは、西インド諸島地域で最もHIV/AIDSの蔓延している国家である。この国におけるHIVの感染経路は、異性間の性交渉によるものが最も多く、母子間の垂直感染によるものがこれに次ぐ。また、HIV患者の半数が女性である。しかし近年、HIV/AIDSに関する教育プログラム推進や、HAART療法などの有効性の高い治療法の確立により、2005年度において3.8%であった15歳-49歳のHIV感染率が、2008年度には2.2%まで減少した。
この、近年のHIV減少傾向は都市部において顕著であるが、これは性的パートナー数の減少、初交経験年齢の遅れ、コンドーム使用率の上昇などを含むハイチ人の行動傾向の変化によるものである。

### 対策上の問題
国連の2008年度人間開発報告書によれば、ハイチは人間開発指数が全177カ国中154位、NGOのトランスパランシー・インターナショナルによる政治腐敗度調査では180カ国中177位である。このような条件に加えて、貧困率が高く、識字率も低いことがHIV/AIDSの流行に悪影響を与えている。また、人口の国内移動の多さ、クラミジアや淋病などのHIV感染率を上昇させる性感染症の蔓延、栄養不良や病気による健康状態の悪化などの諸条件も潜在的な悪影響を及ぼしている。特に、ハイチの田舎に住むHIV患者における抗レトロウイルス薬の普及率は極めて低く、薬が行き届いている患者の割合は20%にも満たないことが分かっている。
さらに、2010年1月12日に発生したハイチ地震による被害で、状況の一層の悪化が予測される。